# Distrito electoral de Baker (condado de York, Nebraska)
Baker (en inglés: Baker Precinct) es un distrito electoral ubicado en el condado de York en el estado estadounidense de Nebraska. En el Censo de 2010 tenía una población de 653 habitantes y una densidad poblacional de 7,2 personas por km².

## Geografía
Baker se encuentra ubicado en las coordenadas 40°49′47″N 97°39′52″O / 40.82972, -97.66444. Según la Oficina del Censo de los Estados Unidos, Baker tiene una superficie total de 90.68 km², de la cual 90.17 km² corresponden a tierra firme y (0.56%) 0.51 km² es agua.

## Demografía
Según el censo de 2010, había 653 personas residiendo en Baker. La densidad de población era de 7,2 hab./km². De los 653 habitantes, Baker estaba compuesto por el 72.74% blancos, el 9.65% eran afroamericanos, el 2.45% eran amerindios, el 13.48% eran de otras razas y el 1.68% pertenecían a dos o más razas. Del total de la población el 17.46% eran hispanos o latinos de cualquier raza.